# Liga Mexicana de Béisbol 2012
La Temporada 2012 de la Liga Mexicana de Béisbol fue la edición número 88. Se fijó el 16 de marzo como la fecha de arranque de la temporada, con la visita de los Diablos Rojos del México a los campeones de la campaña 2011 los Tigres de Quintana Roo. Para este torneo el circuito volvió a contar con la participación de 16 clubes.
Para esta temporada, los equipos Dorados de Chihuahua y Tecolotes de Nuevo Laredo que no participaron en el campeonato anterior cambiaron de sede. Dorados de Chihuahua ratificaron la solicitud oficial para trasladarse a Aguascalientes, solicitud que fue aprobada, por lo que se dio el regreso de los Rieleros de Aguascalientes para esta campaña.
Por otra parte, se recibió la solicitud del señor Carlos Mejía, inversionista colombiano de la industria de los medios de comunicación, para comprar a los Tecolotes de Nuevo Laredo y operar esta franquicia en Ciudad del Carmen, Campeche. Propuesta que fue aprobada por el equipo Piratas de Campeche, en cuanto a los derechos de territorialidad. Con base en los estatutos de la liga, la Asamblea y el presidente del circuito, se analizó la propuesta de Ciudad del Carmen, tanto del perfil del empresario e inversionista, así como de la infraestructura de la ciudad y del propio estadio, que cumplió con determinados requerimientos. Por lo mismo, la Asamblea de la LMB autorizó por unanimidad, la compra de los Tecolotes de Nuevo Laredo por parte del empresario colombiano para operar en Ciudad del Carmen, Campeche. El Estadio Resurgimiento, el cual es propiedad de la Universidad Autónoma del Carmen fue la sede de dicha novena. De esta manera, los Delfines del Carmen debutaron en el circuito a partir de esta campaña.
La temporada regular concluyó con una asistencia de 3 millones 813 mil 676 fanáticos, lo que significó un incremento del 16.3% en los parques de pelota con respecto a la campaña de 2011. El gran total de personas que acudieron a los 16 parques de pelota de la LMB, considerados los playoffs, fue de 4 millones 123 mil 293, cantidad alcanzada gracias a las espectaculares entradas que hubo en la postemporada en plazas como Monterrey (78,737), Veracruz (69,441) y Aguascalientes (50,047). En los playoffs también hubo llenos en Cancún (39,122), Saltillo (27,702), Oaxaca (13,837) y Tabasco (12,024), además de dos buenas entradas en el Foro Sol de la Ciudad de México (18,708).
Se redujo en 10 minutos la duración de los juegos de la temporada regular 2012 respecto de la de 2011. La LMB promedió 3 horas y 3 minutos de duración en los encuentros de la temporada 2012, por debajo de las 3 horas y 13 minutos que se promedió al cabo de la campaña 2011.
Los Rojos del Águila de Veracruz dirigidos por Pedro Meré se coronaron campeones al superar 4-3 a los Rieleros de Aguascalientes en la serie por el título. El juego decisivo se disputó el 29 de agosto en el Parque Deportivo Universitario "Beto Ávila" de Veracruz, Veracruz.
La Serie Final por el título de la LMB denominada Serie del Rey, fue transmitida por televisión en vivo y en exclusiva por TVC Deportes, la cual fue vista por 1 millón 118 mil 570 personas, con base en datos dados a conocer por Carat Sports. Mientras que la Cadena Rasa la transmitió por radio a nivel nacional por octavo año consecutivo.

## Cambios en la competencia
Aumento de extranjeros
Con el fin de mejorar el espectáculo sobre el terreno de juego y sin perder de vista el desarrollo del pelotero nacional, la LMB aprobó el aumento de cuatro a cinco extranjeros en los rosters de los equipos que participaron en el campeonato.
Novatos
Se acordó que los equipos deberían tener al menos un novato en su roster de 28 peloteros. En el caso de los pitchers, sea uno o más novatos, entre ellos debieron lanzar al menos 40 entradas. Si se trataba de bateadores, uno o más, entre ellos debieron alcanzar 80 turnos al bat.
Para que un jugador fuese considerado como novato, para este efecto, debió cumplir con los siguientes requerimientos:
Pitcher: No haber lanzado más de 25 entradas en la Liga Mexicana de Béisbol en el 2011. No haber jugado dos años en la LMB.
Bateador: No haber tenido más de 50 turnos al bat en la Liga Mexicana de Béisbol en el 2011. No haber jugado dos años en la LMB.
Los jugadores que tuvieron actividad en Estados Unidos, sin importar su número de innings lanzados o turnos al bat, no fueron considerados novatos para este acuerdo. En el caso de las Ligas de Venezuela y Dominicana, los novatos mexicanos sí pudieron ser considerados dentro de esta norma. 
Antidopaje
Se anunciaron los peloteros que resultaron positivos en el control antidopaje y quienes fueron sancionados con 50 juegos sin actividad y sin goce de sueldo: 
Exámenes de orina: 
1. Prentice Redman (Olmecas de Tabasco)
2. David Trahan (Olmecas de Tabasco)
3. Chris Roberson (Sultanes de Monterrey)
4. Luis Juárez (Sultanes de Monterrey)
5. Juan Acevedo (Rojos del Águila de Veracruz)
6. Alexis Gómez (Diablos Rojos del México)
7. Héctor Hurtado (Tigres de Quintana Roo)

Exámenes de sangre:
1. Manuel Ávila (Rojos del Águila de Veracruz)
2. Jaime Trejo (Tigres de Quintana Roo)

Calendario
El calendario de la temporada 2012 fue aprobado en la Asamblea de Presidentes celebrada en el marco de las Winter Meetings (Reuniones Invernales), el cual fue de 113 juegos. El inicio de los Playoffs estuvo programado para el 31 de julio, las Series de Campeonato empezaron el 11 de agosto y la Serie Final el 21 de agosto.
La campaña arrancó el 16 de marzo con la visita de los Diablos Rojos del México a los campeones del 2011 los Tigres de Quintana Roo. Los otros enfrentamientos inaugurales se llevaron a cabo el 17 de marzo, y fueron: Puebla ante Oaxaca, Aguascalientes frente a Laguna, Saltillo de visita en Monclova, Reynosa contra Monterrey, Minatitlán ante Veracruz, Tabasco frente a Ciudad del Carmen y Yucatán en Campeche.
El 18 de marzo los equipos pagaron la visita para la apertura de la temporada en el resto de las plazas, incluidos los Tigres que ese día se midieron a los Diablos Rojos en el Foro Sol de la Ciudad de México.
- Calendario 2012. Archivado el 8 de enero de 2012 en Wayback Machine.

Juego de Estrellas
En cuanto al Juego de Estrellas 2012, celebrado en Monterrey, Nuevo León, quedaron definidas las fechas de su celebración:
El 18 de mayo se llevó a cabo el Derby de Jonrones, el 19 de mayo el Juego de Estrellas y el 20 de mayo el Juego de Estrellas Futuras.

## Equipos participantes
| Liga Mexicana de Béisbol 2012 |                              |           |                                |                                      |           |
| Zona                          | Equipo                       | Fundación | Ciudad                         | Estadio                              | Capacidad |
| Norte                         | Acereros del Norte           | 1974      | Monclova, Coahuila             | Monclova                             | 8,500     |
| Norte                         | Broncos de Reynosa           | 1963      | Reynosa, Tamaulipas            | Adolfo López Mateos                  | 10,000    |
| Norte                         | Diablos Rojos del México     | 1940      | México, D. F.                  | Foro Sol                             | 25,000    |
| Norte                         | Pericos de Puebla            | 1938      | Puebla, Puebla                 | Hermanos Serdán                      | 12,112    |
| Norte                         | Rieleros de Aguascalientes   | 1975      | Aguascalientes, Aguascalientes | Alberto Romo Chávez                  | 6,494     |
| Norte                         | Saraperos de Saltillo        | 1970      | Saltillo, Coahuila             | Francisco I. Madero                  | 16,000    |
| Norte                         | Sultanes de Monterrey        | 1939      | Monterrey, Nuevo León          | Monterrey                            | 22,061    |
| Norte                         | Vaqueros Laguna              | 1940      | Torreón, Coahuila              | Revolución                           | 9,500     |
| Sur                           | Delfines del Carmen          | 2011      | Ciudad del Carmen, Campeche    | Resurgimiento                        | 8,200     |
| Sur                           | Guerreros de Oaxaca          | 1996      | Oaxaca, Oaxaca                 | Eduardo Vasconcelos                  | 7,200     |
| Sur                           | Leones de Yucatán            | 1954      | Mérida, Yucatán                | Kukulcán                             | 14,917    |
| Sur                           | Olmecas de Tabasco           | 1975      | Villahermosa, Tabasco          | Centenario 27 de Febrero             | 8,500     |
| Sur                           | Petroleros de Minatitlán     | 1992      | Minatitlán, Veracruz           | 18 de marzo de 1938                  | 7,500     |
| Sur                           | Piratas de Campeche          | 1980      | Campeche, Campeche             | Nelson Barrera Romellón              | 6,000     |
| Sur                           | Rojos del Águila de Veracruz | 1903      | Veracruz, Veracruz             | Deportivo Universitario "Beto Ávila" | 7,782     |
| Sur                           | Tigres de Quintana Roo       | 1955      | Cancún, Quintana Roo           | Beto Ávila                           | 9,500     |

## Posiciones
- Actualizadas las posiciones al 29 de julio de 2012.

| Zona Norte     | Zona Norte | Zona Norte | Zona Norte | Zona Norte |
| Equipo         | JG         | JP         | PCT        | JV         |
| -------------- | ---------- | ---------- | ---------- | ---------- |
| Monterrey      | 67         | 45         | .598       | -          |
| Aguascalientes | 59         | 49         | .546       | 6.0        |
| Saltillo       | 59         | 50         | .541       | 6.5        |
| México         | 61         | 52         | .540       | 6.5        |
| Monclova       | 57         | 56         | .504       | 10.5       |
| Puebla         | 52         | 57         | .477       | 13.5       |
| Laguna         | 48         | 63         | .432       | 18.5       |
| Reynosa        | 44         | 68         | .393       | 23.0       |

| Zona Sur          | Zona Sur | Zona Sur | Zona Sur | Zona Sur |
| Equipo            | JG       | JP       | PCT      | JV       |
| ----------------- | -------- | -------- | -------- | -------- |
| Quintana Roo      | 70       | 42       | .625     | -        |
| Veracruz          | 67       | 44       | .604     | 2.5      |
| Tabasco           | 59       | 50       | .541     | 9.5      |
| Oaxaca            | 56       | 52       | .519     | 12.0     |
| Ciudad del Carmen | 51       | 60       | .459     | 18.5     |
| Campeche          | 51       | 60       | .459     | 18.5     |
| Yucatán           | 46       | 66       | .411     | 24.0     |
| Minatitlán        | 40       | 73       | .354     | 30.5     |

| Clasificado a los playoffs |

## Juego de Estrellas
El Juego de Estrellas de la LMB "Ramón Arano" se realizó el sábado 19 de mayo en el Estadio de Béisbol Monterrey de Monterrey, Nuevo León, casa de los Sultanes de Monterrey. En dicho encuentro la Zona Sur se impuso a la Zona Norte por 6-3 en once entradas. La Serie del Rey, al igual que en 2011, arrancó en casa del equipo que representó a los sureños. El dominicano Freddy Guzmán de los Delfines del Carmen fue elegido el jugador más valioso del encuentro. Posterior al partido, se efectuó la premiación a lo mejor del 2011 en una Cena de Gala.
Para esta ocasión la cadena TVC Deportes obtuvo los derechos de transmisión por televisión del juego. Por radio las cadena RASA fue la encargada de transmitir el partido a nivel nacional.
- Entrevista a Freddy Guzmán.

### Tirilla
| Equipo                                                                         | 1 | 2 | 3 | 4 | 5 | 6 | 7 | 8 | 9 | 10 | 11 | C | H  | E |
| ------------------------------------------------------------------------------ | - | - | - | - | - | - | - | - | - | -- | -- | - | -- | - |
| 'Zona Sur'                                                                     | 2 | 1 | 0 | 0 | 0 | 0 | 0 | 0 | 0 | 0  | 3  | 6 | 14 | 1 |
| Zona Norte                                                                     | 0 | 1 | 0 | 0 | 1 | 1 | 0 | 0 | 0 | 0  | 0  | 3 | 9  | 2 |
| G: Jailén Peguero; P: Wilkins Arias; SV: No hubo.                              |   |   |   |   |   |   |   |   |   |    |    |   |    |   |
| HR: SUR - Bárbaro Cañizares; NTE - Saúl Soto, Mario Valenzuela. ASIST: 19,852. |   |   |   |   |   |   |   |   |   |    |    |   |    |   |

- Video del Juego de Estrellas 2012 "Ramón Arano".

### Home Run Derby
El Home Run Derby "Héctor Espino" se realizó el viernes 18 de mayo. El panameño Rubén Rivera de los Piratas de Campeche conectó cinco cuadrangulares en la ronda final para superar al estadounidense Brett Harper de los Acereros del Norte, quien dio cuatro en la última ronda, y se proclamó como el ganador el trofeo Americas' Bat.
- Entrevista a Rubén Rivera.

#### Jugadores participantes
| 'Zona Norte': 1. 33 Brett Harper, de Acereros del Norte. 2. 54 John Lindsey, de Vaqueros Laguna. 3. 42 Refugio Cervantes, de Saraperos de Saltillo. 4. 95 Karim García, de Sultanes de Monterrey. |  | 'Zona Sur': 1. 24 Jorge Guzmán, de Rojos del Águila de Veracruz. 2. 54 Bárbaro Cañizares, de Guerreros de Oaxaca. 3. 28 Alex Romero, de Tigres de Quintana Roo. 4. 14 Rubén Rivera, de Piratas de Campeche. |

#### Tabla de posiciones
| Jugador           | Equipo       | 1ª Ronda | 2ª Ronda | Final | Total |
| ----------------- | ------------ | -------- | -------- | ----- | ----- |
| Rubén Rivera      | Campeche     | 4        | 8        | 5     | 17    |
| Brett Harper      | Monclova     | 4        | 7        | 4     | 15    |
| Alex Romero       | Quintana Roo | 4        | 6        | -     | 10    |
| Bárbaro Cañizares | Oaxaca       | 4        | 1        | -     | 5     |
| Refugio Cervantes | Saltillo     | 3        | -        | -     | 3     |
| John Lindsey      | Laguna       | 3        | -        | -     | 3     |
| Jorge Guzmán      | Veracruz     | 2        | -        | -     | 2     |
| Karim García      | Monterrey    | 0        | -        | -     | 0     |

### Juego de Futuras Estrellas
El domingo 20 de mayo se realizó el Juego de Futuras Estrellas, en el cual la Zona Sur se impuso a la Zona Norte por pizarra de 8-5. Este encuentro involucró a los mejores jugadores jóvenes de cada organización de la liga. El pitcher ganador de este encuentro fue Carlos Félix, quien trabajó como relevo, con salvamento de Andrés García. Por su parte el pitcher que sufrió la derrota fue Oscar Hurtado. El jugador más valioso del evento fue el infielder de los Leones de Yucatán, Rigoberto Armenta.
- Entrevista a Rigoberto Armenta.

## Playoffs
|  | Primer Playoff            | Primer Playoff            | Primer Playoff            |              |   | Series de Campeonato | Series de Campeonato | Series de Campeonato |  |   | Serie del Rey     | Serie del Rey     | Serie del Rey     |  |
|  | 31 de julio - 9 de agosto | 31 de julio - 9 de agosto | 31 de julio - 9 de agosto |              |   | 11 - 19 de agosto    | 11 - 19 de agosto    | 11 - 19 de agosto    |  |   | 21 - 29 de agosto | 21 - 29 de agosto | 21 - 29 de agosto |  |
|  |                           |                           |                           |              |   |                      |                      |                      |  |   |                   |                   |                   |  |
|  |                           |                           |                           |              |   |                      |                      |                      |  |   |                   |                   |                   |  |
|  | 3                         | Saltillo                  | 1                         |              |   |                      |                      |                      |  |   |                   |                   |                   |  |
|  | 3                         | Saltillo                  | 1                         |              |   |                      |                      |                      |  |   |                   |                   |                   |  |
|  | 2                         | Aguascalientes            | 4                         |              |   |                      |                      |                      |  |   |                   |                   |                   |  |
|  | 2                         | Aguascalientes            | 4                         |              | 2 | Aguascalientes       | 4                    |                      |  |   |                   |                   |                   |  |
|  | Zona Norte                |                           |                           |              | 2 | Aguascalientes       | 4                    |                      |  |   |                   |                   |                   |  |
|  |                           |                           | 1                         | Monterrey    | 2 |                      |                      |                      |  |   |                   |                   |                   |  |
|  | 4                         | México                    | 1                         | Monterrey    | 2 | 0                    |                      |                      |  |   |                   |                   |                   |  |
|  | 4                         | México                    |                           |              |   |                      |                      |                      |  |   |                   |                   |                   |  |
|  | 1                         | Monterrey                 | 4                         |              |   |                      |                      |                      |  |   |                   |                   |                   |  |
|  | 1                         | Monterrey                 | 4                         |              |   |                      |                      |                      |  | 2 | Aguascalientes    | 3                 |                   |  |
|  |                           |                           |                           |              |   |                      |                      |                      |  | 2 | Aguascalientes    | 3                 |                   |  |
|  |                           |                           | 2                         | Veracruz     | 4 |                      |                      |                      |  |   |                   |                   |                   |  |
|  | 3                         | Tabasco                   | 2                         | Veracruz     | 4 | 1                    |                      |                      |  |   |                   |                   |                   |  |
|  | 3                         | Tabasco                   |                           |              |   |                      |                      |                      |  |   |                   |                   |                   |  |
|  | 2                         | Veracruz                  | 4                         |              |   |                      |                      |                      |  |   |                   |                   |                   |  |
|  | 2                         | Veracruz                  | 4                         |              | 2 | Veracruz             | 4                    |                      |  |   |                   |                   |                   |  |
|  | Zona Sur                  |                           |                           |              | 2 | Veracruz             | 4                    |                      |  |   |                   |                   |                   |  |
|  |                           |                           | 1                         | Quintana Roo | 2 |                      |                      |                      |  |   |                   |                   |                   |  |
|  | 4                         | Oaxaca                    | 1                         | Quintana Roo | 2 | 3                    |                      |                      |  |   |                   |                   |                   |  |
|  | 4                         | Oaxaca                    |                           |              |   |                      |                      |                      |  |   |                   |                   |                   |  |
|  | 1                         | Quintana Roo              | 4                         |              |   |                      |                      |                      |  |   |                   |                   |                   |  |
|  | 1                         | Quintana Roo              | 4                         |              |   |                      |                      |                      |  |   |                   |                   |                   |  |
|  |                           |                           |                           |              |   |                      |                      |                      |  |   |                   |                   |                   |  |

### Primer Playoff
| Equipo                                                                        | 1 | 2 | 3 | 4 | 5 | 6 | 7 | 8 | 9 | C | H  | E |
| ----------------------------------------------------------------------------- | - | - | - | - | - | - | - | - | - | - | -- | - |
| México                                                                        | 0 | 0 | 0 | 0 | 0 | 0 | 0 | 2 | 0 | 2 | 8  | 1 |
| Monterrey                                                                     | 0 | 2 | 0 | 0 | 1 | 2 | 1 | 0 | X | 6 | 13 | 0 |
| G: Walter Silva (1-0, 0.00); P: Javier Arturo López (0-1, 7.94); SV: No hubo. |   |   |   |   |   |   |   |   |   |   |    |   |
| HR: MEX - M. Valenzuela (1); MTY - H. Gómez (1), H. Cota (1). ASIST: 11,958.  |   |   |   |   |   |   |   |   |   |   |    |   |

| Equipo                                                                                | 1 | 2 | 3 | 4 | 5 | 6 | 7 | 8 | 9 | C | H | E |
| ------------------------------------------------------------------------------------- | - | - | - | - | - | - | - | - | - | - | - | - |
| México                                                                                | 0 | 0 | 0 | 1 | 2 | 0 | 0 | 0 | 2 | 5 | 9 | 1 |
| 'Monterrey'                                                                           | 0 | 0 | 0 | 2 | 0 | 2 | 0 | 2 | X | 6 | 7 | 0 |
| G: Édgar González (1-0, 3.86); P: Roberto Ramírez (0-1, 13.50); SV: Jesús Colomé (1). |   |   |   |   |   |   |   |   |   |   |   |   |
| HR: MEX - L. Heras (1); MTY - H. Cota (2). ASIST: 14,757.                             |   |   |   |   |   |   |   |   |   |   |   |   |

| Equipo                                                                                | 1 | 2 | 3 | 4 | 5 | 6 | 7 | 8 | 9 | C  | H  | E |
| ------------------------------------------------------------------------------------- | - | - | - | - | - | - | - | - | - | -- | -- | - |
| 'Monterrey'                                                                           | 0 | 0 | 2 | 2 | 2 | 4 | 0 | 3 | 0 | 13 | 20 | 0 |
| México                                                                                | 0 | 0 | 0 | 0 | 0 | 0 | 1 | 1 | 1 | 3  | 9  | 2 |
| G: Juan Salvador Delgadillo (1-0, 1.35); P: Roberto Ramírez (0-2, 9.64); SV: No hubo. |   |   |   |   |   |   |   |   |   |    |    |   |
| HR: MTY - E. Quintero (1), R. Álvarez (1); MEX - E. Alfonzo (1). ASIST: 9,583.        |   |   |   |   |   |   |   |   |   |    |    |   |

| Equipo                                                                               | 1 | 2 | 3 | 4 | 5 | 6 | 7 | 8 | 9 | C  | H  | E |
| ------------------------------------------------------------------------------------ | - | - | - | - | - | - | - | - | - | -- | -- | - |
| 'Monterrey'                                                                          | 3 | 0 | 9 | 1 | 0 | 1 | 0 | 0 | 0 | 14 | 21 | 0 |
| México                                                                               | 1 | 2 | 5 | 0 | 0 | 3 | 1 | 1 | 0 | 13 | 24 | 0 |
| G: Marco Carrillo (1-0, 36.00); P: Irwin Delgado (0-1, 15.43); SV: Jesús Colomé (2). |   |   |   |   |   |   |   |   |   |    |    |   |
| HR: MTY - R. Álvarez (2). ASIST: 9,175.                                              |   |   |   |   |   |   |   |   |   |    |    |   |

| Equipo                                                               | 1 | 2 | 3 | 4 | 5 | 6 | 7 | 8 | 9 | C | H | E |
| -------------------------------------------------------------------- | - | - | - | - | - | - | - | - | - | - | - | - |
| Saltillo                                                             | 0 | 0 | 0 | 0 | 0 | 0 | 1 | 0 | 0 | 1 | 2 | 0 |
| 'Aguascalientes'                                                     | 1 | 1 | 2 | 0 | 2 | 0 | 0 | 0 | X | 6 | 9 | 0 |
| G: Félix Díaz (1-0, 1.29); P: Esteban Yan (0-1, 10.80); SV: No hubo. |   |   |   |   |   |   |   |   |   |   |   |   |
| HR: AGS - M. López (1 y 2), R. Gastélum (1). ASIST: 6,392.           |   |   |   |   |   |   |   |   |   |   |   |   |

| Equipo                                                                              | 1 | 2 | 3 | 4 | 5 | 6 | 7 | 8 | 9 | C | H | E |
| ----------------------------------------------------------------------------------- | - | - | - | - | - | - | - | - | - | - | - | - |
| Saltillo                                                                            | 0 | 0 | 0 | 0 | 0 | 0 | 1 | 0 | 0 | 1 | 8 | 1 |
| 'Aguascalientes'                                                                    | 0 | 0 | 0 | 0 | 1 | 0 | 0 | 1 | X | 2 | 6 | 0 |
| G: José Silva (1-0, 0.00); P: Thomas Melgarejo (0-1, 0.00); SV: Sammy Gervacio (1). |   |   |   |   |   |   |   |   |   |   |   |   |
| HR: SAL - R. Mulhern (1); AGS - R. Gastélum (2). ASIST: 6,198.                      |   |   |   |   |   |   |   |   |   |   |   |   |

| Equipo                                                                            | 1 | 2 | 3 | 4 | 5 | 6 | 7 | 8 | 9 | C | H  | E |
| --------------------------------------------------------------------------------- | - | - | - | - | - | - | - | - | - | - | -- | - |
| Aguascalientes                                                                    | 0 | 1 | 0 | 0 | 0 | 1 | 0 | 0 | 0 | 2 | 6  | 3 |
| 'Saltillo'                                                                        | 4 | 0 | 0 | 0 | 0 | 0 | 1 | 3 | X | 8 | 11 | 0 |
| G: Daniel Guerrero (1-0, 3.18); P: Humberto Montemayor (0-1, 27.00); SV: No hubo. |   |   |   |   |   |   |   |   |   |   |    |   |
| HR: AGS - C. Rodríguez (1); SAL - E. Valdez (1). ASIST: 9,544.                    |   |   |   |   |   |   |   |   |   |   |    |   |

| Equipo                                                                    | 1 | 2 | 3 | 4 | 5 | 6 | 7 | 8 | 9 | C | H  | E |
| ------------------------------------------------------------------------- | - | - | - | - | - | - | - | - | - | - | -- | - |
| 'Aguascalientes'                                                          | 3 | 0 | 0 | 1 | 0 | 0 | 2 | 2 | 0 | 8 | 11 | 0 |
| Saltillo                                                                  | 1 | 0 | 0 | 0 | 1 | 1 | 1 | 0 | 0 | 4 | 11 | 2 |
| G: Miguel López (1-0, 6.00); P: Andrew Baldwin (0-1, 81.00); SV: No hubo. |   |   |   |   |   |   |   |   |   |   |    |   |
| HR: SAL - I. Salas (1), B. Harrison (1). ASIST: 9,271.                    |   |   |   |   |   |   |   |   |   |   |    |   |

| Equipo                                                                             | 1 | 2 | 3 | 4 | 5 | 6 | 7 | 8 | 9 | C  | H  | E |
| ---------------------------------------------------------------------------------- | - | - | - | - | - | - | - | - | - | -- | -- | - |
| 'Aguascalientes'                                                                   | 2 | 2 | 3 | 0 | 0 | 2 | 2 | 3 | 0 | 14 | 16 | 0 |
| Saltillo                                                                           | 5 | 0 | 2 | 1 | 0 | 0 | 0 | 1 | 1 | 10 | 12 | 2 |
| G: Humberto Montemayor (1-1, 5.40); P: Cecilio Garibaldi (0-1, 7.71); SV: No hubo. |   |   |   |   |   |   |   |   |   |    |    |   |
| HR: AGS - C. Rodríguez (2), M. López (3), R. Gastélum (3). ASIST: 8,887.           |   |   |   |   |   |   |   |   |   |    |    |   |

| Equipo                                                                           | 1 | 2 | 3 | 4 | 5 | 6 | 7 | 8 | 9 | C | H | E |
| -------------------------------------------------------------------------------- | - | - | - | - | - | - | - | - | - | - | - | - |
| Oaxaca                                                                           | 0 | 2 | 0 | 0 | 1 | 0 | 1 | 0 | 0 | 4 | 9 | 1 |
| 'Quintana Roo'                                                                   | 0 | 1 | 0 | 0 | 0 | 3 | 0 | 1 | X | 5 | 9 | 1 |
| G: Luis Ramírez (1-0, 0.00); P: Juan Sandoval (0-1, 4.50); SV: Sean Gleason (1). |   |   |   |   |   |   |   |   |   |   |   |   |
| HR: OAX - B. Cañizares (1 y 2); TIG - J. Vázquez (1). ASIST: 5,052.              |   |   |   |   |   |   |   |   |   |   |   |   |

| Equipo                                                                      | 1 | 2 | 3 | 4 | 5 | 6 | 7 | 8 | 9 | C | H  | E |
| --------------------------------------------------------------------------- | - | - | - | - | - | - | - | - | - | - | -- | - |
| Oaxaca                                                                      | 0 | 0 | 0 | 0 | 0 | 0 | 0 | 0 | 0 | 0 | 10 | 0 |
| 'Quintana Roo'                                                              | 0 | 0 | 0 | 0 | 0 | 0 | 2 | 2 | X | 4 | 7  | 0 |
| G: Luis Ramírez (2-0, 0.00); P: Sergio Valenzuela (0-1, 1.35); SV: No hubo. |   |   |   |   |   |   |   |   |   |   |    |   |
| HR: No hubo. ASIST: 5,347.                                                  |   |   |   |   |   |   |   |   |   |   |    |   |

| Equipo                                                                                         | 1 | 2 | 3 | 4 | 5 | 6 | 7 | 8 | 9 | C  | H  | E |
| ---------------------------------------------------------------------------------------------- | - | - | - | - | - | - | - | - | - | -- | -- | - |
| Quintana Roo                                                                                   | 0 | 0 | 4 | 0 | 3 | 0 | 1 | 0 | 0 | 8  | 19 | 0 |
| 'Oaxaca'                                                                                       | 0 | 3 | 4 | 0 | 1 | 4 | 4 | 4 | X | 20 | 23 | 0 |
| G: Martín Sotelo (1-0, 0.00); P: Enrique Quintanilla (0-1, 5.40); SV: No hubo.                 |   |   |   |   |   |   |   |   |   |    |    |   |
| HR: TIG - D. Clark (1), J. Vázquez (2 y 3); OAX - W. Otáñez (1 y 2), G. Gil (1). ASIST: 4,396. |   |   |   |   |   |   |   |   |   |    |    |   |

| Equipo                                                                                  | 1 | 2 | 3 | 4 | 5 | 6 | 7 | 8 | 9 | 10 | C | H  | E |
| --------------------------------------------------------------------------------------- | - | - | - | - | - | - | - | - | - | -- | - | -- | - |
| Quintana Roo                                                                            | 2 | 1 | 3 | 1 | 0 | 1 | 0 | 0 | 0 | 0  | 8 | 13 | 0 |
| 'Oaxaca'                                                                                | 2 | 2 | 0 | 0 | 2 | 0 | 0 | 1 | 1 | 1  | 9 | 17 | 1 |
| G: Gabriel Alfaro (1-0, 0.00); P: Sean Gleason (0-1, 4.15); SV: No hubo.                |   |   |   |   |   |   |   |   |   |    |   |    |   |
| HR: TIG - S. Contreras (1 y 2), A. Contreras (1); OAX - B. Cañizares (3). ASIST: 4,163. |   |   |   |   |   |   |   |   |   |    |   |    |   |

| Equipo                                                                         | 1 | 2 | 3 | 4 | 5 | 6 | 7 | 8 | 9 | C  | H  | E |
| ------------------------------------------------------------------------------ | - | - | - | - | - | - | - | - | - | -- | -- | - |
| Quintana Roo                                                                   | 1 | 1 | 0 | 0 | 0 | 1 | 0 | 0 | 0 | 3  | 10 | 0 |
| 'Oaxaca'                                                                       | 5 | 0 | 4 | 0 | 0 | 0 | 1 | 3 | X | 13 | 14 | 0 |
| G: Sergio Valenzuela (1-1, 2.63); P: Miguel Ramírez (0-1, 12.60); SV: No hubo. |   |   |   |   |   |   |   |   |   |    |    |   |
| HR: OAX - W. Otáñez (3), G. Gil (2), B. Cañizares (4). ASIST: 5,278.           |   |   |   |   |   |   |   |   |   |    |    |   |

| Equipo                                                                       | 1 | 2 | 3 | 4 | 5 | 6 | 7 | 8 | 9 | 10 | C | H  | E |
| ---------------------------------------------------------------------------- | - | - | - | - | - | - | - | - | - | -- | - | -- | - |
| Oaxaca                                                                       | 0 | 1 | 1 | 2 | 0 | 0 | 0 | 0 | 0 | 0  | 4 | 12 | 2 |
| 'Quintana Roo'                                                               | 0 | 0 | 2 | 0 | 2 | 0 | 0 | 0 | 0 | 1  | 5 | 11 | 0 |
| G: Sean Gleason (1-1, 3.38); P: Mauricio Tabachnik (0-1, 5.40); SV: No hubo. |   |   |   |   |   |   |   |   |   |    |   |    |   |
| HR: OAX - G. Gil (3). ASIST: 4,760.                                          |   |   |   |   |   |   |   |   |   |    |   |    |   |

| Equipo                                                                   | 1 | 2 | 3 | 4 | 5 | 6 | 7 | 8 | 9 | 10 | C | H | E |
| ------------------------------------------------------------------------ | - | - | - | - | - | - | - | - | - | -- | - | - | - |
| Oaxaca                                                                   | 0 | 0 | 0 | 1 | 0 | 1 | 0 | 0 | 0 | 0  | 2 | 7 | 3 |
| 'Quintana Roo'                                                           | 0 | 0 | 2 | 0 | 0 | 0 | 0 | 0 | 0 | 1  | 3 | 8 | 0 |
| G: Sean Gleason (2-1, 2.45); P: Gabriel Alfaro (1-1, 1.00); SV: No hubo. |   |   |   |   |   |   |   |   |   |    |   |   |   |
| HR: OAX - B. Cañizares (5). ASIST: 5,733.                                |   |   |   |   |   |   |   |   |   |    |   |   |   |

| Equipo                                                                   | 1 | 2 | 3 | 4 | 5 | 6 | 7 | 8 | 9 | C | H | E |
| ------------------------------------------------------------------------ | - | - | - | - | - | - | - | - | - | - | - | - |
| Tabasco                                                                  | 0 | 0 | 0 | 0 | 0 | 0 | 0 | 0 | 0 | 0 | 5 | 0 |
| 'Veracruz'                                                               | 0 | 1 | 1 | 0 | 1 | 0 | 0 | 1 | X | 4 | 8 | 1 |
| G: Lorenzo Barceló (1-0, 0.00); P: Joel Vargas (0-1, 4.76); SV: No hubo. |   |   |   |   |   |   |   |   |   |   |   |   |
| HR: VER - P. Castellano (1). ASIST: 7,652.                               |   |   |   |   |   |   |   |   |   |   |   |   |

| Equipo                                                                     | 1 | 2 | 3 | 4 | 5 | 6 | 7 | 8 | 9 | C | H  | E |
| -------------------------------------------------------------------------- | - | - | - | - | - | - | - | - | - | - | -- | - |
| Tabasco                                                                    | 0 | 0 | 0 | 0 | 1 | 0 | 1 | 0 | 0 | 2 | 9  | 0 |
| 'Veracruz'                                                                 | 0 | 1 | 0 | 0 | 0 | 0 | 0 | 3 | X | 4 | 10 | 2 |
| G: Jailén Peguero (1-0, 0.00); P: Yoanner Negrín (0-1, 3.68); SV: No hubo. |   |   |   |   |   |   |   |   |   |   |    |   |
| HR: No hubo. ASIST: 7,315.                                                 |   |   |   |   |   |   |   |   |   |   |    |   |

| Equipo                                                                  | 1 | 2 | 3 | 4 | 5 | 6 | 7 | 8 | 9 | 10 | 11 | 12 | 13 | C | H  | E |
| ----------------------------------------------------------------------- | - | - | - | - | - | - | - | - | - | -- | -- | -- | -- | - | -- | - |
| 'Veracruz'                                                              | 3 | 0 | 0 | 2 | 0 | 0 | 0 | 0 | 1 | 0  | 0  | 0  | 1  | 7 | 14 | 0 |
| Tabasco                                                                 | 2 | 0 | 0 | 2 | 0 | 0 | 0 | 0 | 2 | 0  | 0  | 0  | 0  | 6 | 7  | 0 |
| G: Remberto Romo (1-0, 0.00); P: Ángel Araiza (0-1, 6.75); SV: No hubo. |   |   |   |   |   |   |   |   |   |    |    |    |    |   |    |   |
| HR: No hubo. ASIST: 5,706.                                              |   |   |   |   |   |   |   |   |   |    |    |    |    |   |    |   |

| Equipo                                                                               | 1 | 2 | 3 | 4 | 5 | 6 | 7 | 8 | 9 | 10 | 11 | C | H  | E |
| ------------------------------------------------------------------------------------ | - | - | - | - | - | - | - | - | - | -- | -- | - | -- | - |
| Veracruz                                                                             | 0 | 0 | 0 | 0 | 1 | 1 | 1 | 0 | 2 | 0  | 0  | 5 | 9  | 1 |
| 'Tabasco'                                                                            | 0 | 0 | 0 | 1 | 1 | 0 | 3 | 0 | 0 | 0  | 1  | 6 | 12 | 0 |
| G: Joel Vargas (1-1, 5.19); P: Luis de la O (0-1, 5.40); SV: No hubo.                |   |   |   |   |   |   |   |   |   |    |    |   |    |   |
| HR: VER - J. Castillo (1 y 2), C. Ibarra (1); TAB - J. Kahaulelio (1). ASIST: 4,380. |   |   |   |   |   |   |   |   |   |    |    |   |    |   |

| Equipo                                                                           | 1 | 2 | 3 | 4 | 5 | 6 | 7 | 8 | 9 | C  | H  | E |
| -------------------------------------------------------------------------------- | - | - | - | - | - | - | - | - | - | -- | -- | - |
| 'Veracruz'                                                                       | 1 | 5 | 0 | 1 | 2 | 0 | 1 | 0 | 0 | 10 | 13 | 2 |
| Tabasco                                                                          | 1 | 3 | 0 | 0 | 0 | 0 | 0 | 0 | 0 | 4  | 11 | 1 |
| G: Lorenzo Barceló (2-0, 2.70); P: Yoanner Negrín (0-2, 8.31); SV: No hubo.      |   |   |   |   |   |   |   |   |   |    |    |   |
| HR: VER - J. Castañeda (1), J. Guzmán (1); TAB - I. Cervantes (1). ASIST: 1,938. |   |   |   |   |   |   |   |   |   |    |    |   |

### Series de Campeonato
| Equipo                                                                              | 1 | 2 | 3 | 4 | 5 | 6 | 7 | 8 | 9 | C | H | E |
| ----------------------------------------------------------------------------------- | - | - | - | - | - | - | - | - | - | - | - | - |
| 'Aguascalientes'                                                                    | 1 | 0 | 0 | 0 | 0 | 0 | 0 | 0 | 3 | 4 | 6 | 2 |
| Monterrey                                                                           | 0 | 1 | 0 | 0 | 0 | 0 | 0 | 0 | 2 | 3 | 7 | 2 |
| G: Edward Valdez (1-0, 1.13); P: Jesús Colomé (0-1, 18.00); SV: Sammy Gervacio (1). |   |   |   |   |   |   |   |   |   |   |   |   |
| HR: No hubo. ASIST: 11,253.                                                         |   |   |   |   |   |   |   |   |   |   |   |   |

| Equipo                                                                                | 1 | 2 | 3 | 4 | 5 | 6 | 7 | 8 | 9 | C | H | E |
| ------------------------------------------------------------------------------------- | - | - | - | - | - | - | - | - | - | - | - | - |
| 'Aguascalientes'                                                                      | 0 | 0 | 0 | 0 | 1 | 0 | 2 | 3 | 0 | 6 | 8 | 1 |
| Monterrey                                                                             | 0 | 2 | 1 | 0 | 1 | 1 | 0 | 0 | 0 | 5 | 9 | 2 |
| G: Ricardo Rincón (1-0, 0.00); P: Wilkins Arias (0-1, 13.50); SV: Sammy Gervacio (2). |   |   |   |   |   |   |   |   |   |   |   |   |
| HR: MTY - H. Cota (1 y 2). ASIST: 16,874.                                             |   |   |   |   |   |   |   |   |   |   |   |   |

| Equipo                                                                          | 1 | 2 | 3 | 4 | 5 | 6 | 7 | 8 | 9 | C | H  | E |
| ------------------------------------------------------------------------------- | - | - | - | - | - | - | - | - | - | - | -- | - |
| Monterrey                                                                       | 1 | 0 | 0 | 0 | 0 | 0 | 0 | 0 | 1 | 2 | 5  | 1 |
| 'Aguascalientes'                                                                | 0 | 0 | 4 | 0 | 2 | 0 | 0 | 0 | X | 6 | 10 | 0 |
| G: Humberto Montemayor (1-0, 1.42); P: Édgar González (0-1, 9.00); SV: No hubo. |   |   |   |   |   |   |   |   |   |   |    |   |
| HR: MTY - A. Murillo (1); AGS - M. López (1), L. Arauz (1). ASIST: 6,352.       |   |   |   |   |   |   |   |   |   |   |    |   |

| Equipo                                                                     | 1 | 2 | 3 | 4 | 5 | 6 | 7 | 8 | 9 | 10 | 11 | C | H  | E |
| -------------------------------------------------------------------------- | - | - | - | - | - | - | - | - | - | -- | -- | - | -- | - |
| 'Monterrey'                                                                | 0 | 0 | 0 | 1 | 0 | 0 | 0 | 0 | 0 | 0  | 1  | 2 | 8  | 1 |
| Aguascalientes                                                             | 0 | 1 | 0 | 0 | 0 | 0 | 0 | 0 | 0 | 0  | 0  | 1 | 10 | 1 |
| G: Jesús Colomé (1-1, 4.15); P: Heriberto Ruelas (0-1, 4.50); SV: No hubo. |   |   |   |   |   |   |   |   |   |    |    |   |    |   |
| HR: MTY - E. Quintero (1); AGS - C. Rodríguez (1). ASIST: 6,355.           |   |   |   |   |   |   |   |   |   |    |    |   |    |   |

| Equipo                                                                                  | 1 | 2 | 3 | 4 | 5 | 6 | 7 | 8 | 9 | C  | H  | E |
| --------------------------------------------------------------------------------------- | - | - | - | - | - | - | - | - | - | -- | -- | - |
| 'Monterrey'                                                                             | 0 | 0 | 0 | 3 | 0 | 2 | 6 | 0 | 0 | 11 | 11 | 0 |
| Aguascalientes                                                                          | 2 | 0 | 0 | 3 | 0 | 0 | 0 | 0 | 0 | 5  | 8  | 2 |
| G: Juan Salvador Delgadillo (1-0, 1.59); P: Félix Díaz (0-1, 9.00); SV: No hubo.        |   |   |   |   |   |   |   |   |   |    |    |   |
| HR: MTY - E. Quintero (2), H. Cota (3); AGS - M. López (2), R. Reyes (1). ASIST: 6,100. |   |   |   |   |   |   |   |   |   |    |    |   |

| Equipo                                                                              | 1 | 2 | 3 | 4 | 5 | 6 | 7 | 8 | 9 | C | H  | E |
| ----------------------------------------------------------------------------------- | - | - | - | - | - | - | - | - | - | - | -- | - |
| 'Aguascalientes'                                                                    | 1 | 0 | 0 | 0 | 0 | 0 | 3 | 0 | 5 | 9 | 16 | 1 |
| Monterrey                                                                           | 0 | 0 | 0 | 2 | 4 | 0 | 0 | 0 | 0 | 6 | 10 | 0 |
| G: José Silva (1-0, 0.00); P: Jesús Colomé (1-2, 12.60); SV: Sammy Gervacio (3).    |   |   |   |   |   |   |   |   |   |   |    |   |
| HR: AGS - C. Rodríguez (2), L. Arauz (2 y 3); MTY - E. Quintero (3). ASIST: 23,895. |   |   |   |   |   |   |   |   |   |   |    |   |

| Equipo | 1 | 2 | 3 | 4 | 5 | 6 | 7 | 8 | 9 | 10 | 11 | 12 | C | H  | E |
| --- | - | - | - | - | - | - | - | - | - | -- | -- | -- | - | -- | - |
| 'Veracruz' | 0 | 0 | 0 | 0 | 2 | 1 | 0 | 0 | 0 | 0  | 0  | 2  | 5 | 10 | 0 |
| Quintana Roo                                                                                                  | 0 | 0 | 2 | 0 | 0 | 0 | 0 | 1 | 0 | 0  | 0  | 0  | 3 | 8  | 1 |
| G: Jailén Peguero (1-0, 0.00); P: Enrique Quintanilla (0-1, 27.00); SV: No hubo.                              |   |   |   |   |   |   |   |   |   |    |    |    |   |    |   |
| HR: VER - P. Castellano (1), L. Rodríguez (1), C. Rivera (1), H. Sosa (1); TIG - I. Franco (1). ASIST: 5,435. |   |   |   |   |   |   |   |   |   |    |    |    |   |    |   |

| Equipo                                                                                 | 1 | 2 | 3 | 4 | 5 | 6 | 7 | 8 | 9 | C | H | E |
| -------------------------------------------------------------------------------------- | - | - | - | - | - | - | - | - | - | - | - | - |
| 'Veracruz'                                                                             | 0 | 0 | 0 | 3 | 0 | 0 | 0 | 0 | 0 | 3 | 5 | 1 |
| Quintana Roo                                                                           | 0 | 0 | 0 | 0 | 0 | 0 | 0 | 0 | 0 | 0 | 4 | 0 |
| G: Lorenzo Barceló (1-0, 0.00); P: Miguel Ramírez (0-1, 3.86); SV: Héctor Navarro (1). |   |   |   |   |   |   |   |   |   |   |   |   |
| HR: VER - J. Guzmán (1), C. Rivera (2). ASIST: 4,536.                                  |   |   |   |   |   |   |   |   |   |   |   |   |

| Equipo                                                                           | 1 | 2 | 3 | 4 | 5 | 6 | 7 | 8 | 9 | C | H  | E |
| -------------------------------------------------------------------------------- | - | - | - | - | - | - | - | - | - | - | -- | - |
| 'Quintana Roo'                                                                   | 0 | 0 | 2 | 2 | 0 | 0 | 3 | 2 | 0 | 9 | 14 | 0 |
| Veracruz                                                                         | 0 | 1 | 0 | 3 | 0 | 0 | 0 | 0 | 0 | 4 | 6  | 0 |
| G: Pablo Ortega (1-0, 6.00); P: Rodolfo Aguirre (0-1, 6.00); SV: No hubo.        |   |   |   |   |   |   |   |   |   |   |    |   |
| HR: TIG - S. Contreras (1), A. Contreras (1); VER - C. Rivera (3). ASIST: 7,782. |   |   |   |   |   |   |   |   |   |   |    |   |

| Equipo                                                                                   | 1 | 2 | 3 | 4 | 5 | 6 | 7 | 8 | 9 | C | H  | E |
| ---------------------------------------------------------------------------------------- | - | - | - | - | - | - | - | - | - | - | -- | - |
| Quintana Roo                                                                             | 0 | 1 | 0 | 0 | 0 | 0 | 3 | 0 | 0 | 4 | 9  | 0 |
| 'Veracruz'                                                                               | 4 | 0 | 1 | 1 | 1 | 1 | 0 | 0 | X | 8 | 12 | 0 |
| G: Víctor Álvarez (1-0, 1.80); P: Francisco Córdova (0-1, 14.73); SV: No hubo.           |   |   |   |   |   |   |   |   |   |   |    |   |
| HR: TIG - M. Ojeda (1), J. Trejo (1); VER - J. Castañeda (1), F. Díaz (1). ASIST: 7,782. |   |   |   |   |   |   |   |   |   |   |    |   |

| Equipo                                                                    | 1 | 2 | 3 | 4 | 5 | 6 | 7 | 8 | 9 | C | H  | E |
| ------------------------------------------------------------------------- | - | - | - | - | - | - | - | - | - | - | -- | - |
| 'Quintana Roo'                                                            | 0 | 0 | 0 | 0 | 0 | 1 | 3 | 2 | 0 | 6 | 10 | 0 |
| Veracruz                                                                  | 1 | 0 | 0 | 0 | 0 | 0 | 0 | 0 | 0 | 1 | 7  | 1 |
| G: Luis Ramírez (1-0, 0.00); P: Héctor Navarro (0-1, 12.27); SV: No hubo. |   |   |   |   |   |   |   |   |   |   |    |   |
| HR: TIG - J. Trejo (2). ASIST: 7,782.                                     |   |   |   |   |   |   |   |   |   |   |    |   |

| Equipo                                                                      | 1 | 2 | 3 | 4 | 5 | 6 | 7 | 8 | 9 | C | H  | E |
| --------------------------------------------------------------------------- | - | - | - | - | - | - | - | - | - | - | -- | - |
| 'Veracruz'                                                                  | 0 | 0 | 0 | 1 | 0 | 0 | 6 | 0 | 0 | 7 | 10 | 0 |
| Quintana Roo                                                                | 0 | 0 | 0 | 0 | 0 | 0 | 0 | 0 | 1 | 1 | 9  | 2 |
| G: Lorenzo Barceló (2-0, 0.00); P: Miguel Ramírez (0-2, 3.00); SV: No hubo. |   |   |   |   |   |   |   |   |   |   |    |   |
| HR: VER - E. Osorio (1); TIG - M. Ojeda (2). ASIST: 8,259.                  |   |   |   |   |   |   |   |   |   |   |    |   |

### Serie del Rey
Los Rojos del Águila de Veracruz conquistaron su sexto título en la Liga Mexicana de Béisbol y alzaron por primera vez la Copa Zaachila, al superar 4-3 a los Rieleros de Aguascalientes en la Serie del Rey.
Pedro Meré se coronó como mánager en su debut en la Liga Mexicana de Béisbol, además de convertirse en el primer dirigente mexicano que lo hace con el Ave Roja, ya que los 5 campeonatos anteriores del equipo jarocho fueron bajo la conducción de mánagers cubanos.
Fue la décima ocasión en que la Serie del Rey se extendió a siete encuentros, la más reciente fue en 2007, cuando los Sultanes de Monterrey superaron a los Leones de Yucatán.
Ahora los Rojos del Águila de Veracruz presumirán en sus vitrinas la Copa Zaachila, trofeo al campeón de la LMB, luego de que no alzaban el título desde que en 1970 consiguieron su quinto gallardete bajo el mando del cubano Enrique Izquierdo.
El trofeo de Jugador Más Valioso fue para el lanzador dominicano Lorenzo Barceló, el cual obtuvo dos victorias fundamentales en la Serie del Rey. La nominación para Barceló, quien terminó la postemporada con récord de 6-0, fue una distinción apenas por encima del veracruzano Humberto Sosa, cañonero quien lució con cinco producidas en el Juego 4 y con batazos clave en el Juego 6, en las votaciones de la prensa especializada.
- El Color de la Serie del Rey.

#### Aguascalientesvs.Veracruz

##### Juego 1
21 de agosto de 2012; Parque Deportivo Universitario "Beto Ávila", Veracruz, Veracruz.
| Equipo                                                                 | 1 | 2 | 3 | 4 | 5 | 6 | 7 | 8 | 9 | C | H  | E |
| ---------------------------------------------------------------------- | - | - | - | - | - | - | - | - | - | - | -- | - |
| 'Aguascalientes'                                                       | 0 | 0 | 0 | 3 | 1 | 1 | 1 | 0 | 0 | 6 | 12 | 0 |
| Veracruz                                                               | 0 | 0 | 0 | 0 | 0 | 0 | 0 | 1 | 0 | 1 | 4  | 0 |
| G: Edward Valdez (1-0, 0.00); P: Tomás Solís (0-1, 7.71); SV: No hubo. |   |   |   |   |   |   |   |   |   |   |    |   |
| HR: AGS - C. Rodríguez (1). ASIST: 7,782.                              |   |   |   |   |   |   |   |   |   |   |    |   |

- Aguascalientes lidera la serie 1-0.
- Video del juego 1.

##### Juego 2
22 de agosto de 2012; Parque Deportivo Universitario "Beto Ávila", Veracruz, Veracruz.
| Equipo                                                                            | 1 | 2 | 3 | 4 | 5 | 6 | 7 | 8 | 9 | C | H  | E |
| --------------------------------------------------------------------------------- | - | - | - | - | - | - | - | - | - | - | -- | - |
| 'Aguascalientes'                                                                  | 0 | 1 | 0 | 0 | 0 | 3 | 0 | 0 | 0 | 4 | 5  | 0 |
| Veracruz                                                                          | 0 | 0 | 0 | 1 | 0 | 1 | 1 | 0 | 0 | 3 | 10 | 1 |
| G: Félix Díaz (1-0, 3.18); P: Víctor Álvarez (0-1, 5.40); SV: Sammy Gervacio (1). |   |   |   |   |   |   |   |   |   |   |    |   |
| HR: AGS - C. Rodríguez (2), E. Salcedo (1). ASIST: 7,782.                         |   |   |   |   |   |   |   |   |   |   |    |   |

- Aguascalientes lidera la serie 2-0.
- Video del juego 2.

##### Juego 3
24 de agosto de 2012; Parque Alberto Romo Chávez, Aguascalientes, Aguascalientes.
| Equipo                                                                           | 1 | 2 | 3 | 4 | 5 | 6 | 7 | 8 | 9 | C | H  | E |
| -------------------------------------------------------------------------------- | - | - | - | - | - | - | - | - | - | - | -- | - |
| 'Veracruz'                                                                       | 0 | 0 | 0 | 0 | 1 | 1 | 4 | 0 | 0 | 6 | 13 | 0 |
| Aguascalientes                                                                   | 0 | 0 | 0 | 0 | 0 | 0 | 0 | 1 | 0 | 1 | 6  | 0 |
| G: Lorenzo Barceló (1-0, 0.00); P: Humberto Montemayor (0-1, 3.60); SV: No hubo. |   |   |   |   |   |   |   |   |   |   |    |   |
| HR: VER - J. Castañeda (1); AGS - L. Arauz (1). ASIST: 6,300.                    |   |   |   |   |   |   |   |   |   |   |    |   |

- Aguascalientes lidera la serie 2-1.
- Video del juego 3.

##### Juego 4
25 de agosto de 2012; Parque Alberto Romo Chávez, Aguascalientes, Aguascalientes.
| Equipo                                                                        | 1 | 2 | 3 | 4 | 5 | 6 | 7 | 8 | 9 | C | H  | E |
| ----------------------------------------------------------------------------- | - | - | - | - | - | - | - | - | - | - | -- | - |
| 'Veracruz'                                                                    | 0 | 4 | 0 | 0 | 0 | 0 | 0 | 3 | 0 | 7 | 13 | 1 |
| Aguascalientes                                                                | 0 | 1 | 1 | 1 | 1 | 0 | 0 | 1 | 1 | 6 | 10 | 0 |
| G: José Cobos (1-0, 4.50); P: José Silva (0-1, 9.00); SV: Jailén Peguero (1). |   |   |   |   |   |   |   |   |   |   |    |   |
| HR: VER - H. Sosa (1); AGS - W. Arano (1). ASIST: 6,350.                      |   |   |   |   |   |   |   |   |   |   |    |   |

- Serie empatada a 2.
- Video del juego 4.

##### Juego 5
26 de agosto de 2012; Parque Alberto Romo Chávez, Aguascalientes, Aguascalientes.
| Equipo                                                                     | 1 | 2 | 3 | 4 | 5 | 6 | 7 | 8 | 9 | 10 | C | H  | E |
| -------------------------------------------------------------------------- | - | - | - | - | - | - | - | - | - | -- | - | -- | - |
| Veracruz                                                                   | 0 | 0 | 0 | 1 | 0 | 2 | 0 | 2 | 0 | 0  | 5 | 10 | 3 |
| 'Aguascalientes'                                                           | 3 | 0 | 0 | 0 | 0 | 0 | 2 | 0 | 0 | 1  | 6 | 10 | 1 |
| G: Sammy Gervacio (1-0, 0.00); P: Jailén Peguero (0-1, 4.50); SV: No hubo. |   |   |   |   |   |   |   |   |   |    |   |    |   |
| HR: VER - J. Guzmán (1), C. Ibarra (1). ASIST: 6,000.                      |   |   |   |   |   |   |   |   |   |    |   |    |   |

- Aguascalientes lidera la serie 3-2.
- Video del juego 5.

##### Juego 6
28 de agosto de 2012; Parque Deportivo Universitario "Beto Ávila", Veracruz, Veracruz.
| Equipo                                                                     | 1 | 2 | 3 | 4 | 5 | 6 | 7 | 8 | 9 | C | H | E |
| -------------------------------------------------------------------------- | - | - | - | - | - | - | - | - | - | - | - | - |
| Aguascalientes                                                             | 2 | 0 | 0 | 0 | 0 | 0 | 0 | 0 | 0 | 2 | 5 | 0 |
| 'Veracruz'                                                                 | 1 | 0 | 0 | 0 | 0 | 0 | 0 | 1 | 1 | 3 | 5 | 0 |
| G: Jailén Peguero (1-1, 3.60); P: Ricardo Rincón (0-1, 7.71); SV: No hubo. |   |   |   |   |   |   |   |   |   |   |   |   |
| HR: AGS - M. López (1); VER - H. Sosa (2). ASIST: 7,782.                   |   |   |   |   |   |   |   |   |   |   |   |   |

- Serie empatada a 3.
- Video del juego 6.

##### Juego 7
29 de agosto de 2012; Parque Deportivo Universitario "Beto Ávila", Veracruz, Veracruz.
| Equipo                                                                           | 1 | 2 | 3 | 4 | 5 | 6 | 7 | 8 | 9 | C | H  | E |
| -------------------------------------------------------------------------------- | - | - | - | - | - | - | - | - | - | - | -- | - |
| Aguascalientes                                                                   | 0 | 0 | 0 | 0 | 0 | 1 | 0 | 0 | 0 | 1 | 7  | 1 |
| 'Veracruz'                                                                       | 0 | 0 | 2 | 1 | 1 | 2 | 2 | 0 | X | 8 | 10 | 0 |
| G: Lorenzo Barceló (2-0, 0.63); P: Humberto Montemayor (0-2, 4.70); SV: No hubo. |   |   |   |   |   |   |   |   |   |   |    |   |
| HR: VER - J. Castillo (1), P. Castellano (1), H. Sosa (3). ASIST: 7,782.         |   |   |   |   |   |   |   |   |   |   |    |   |

- Veracruz gana la serie 4-3.[31]
- Video del juego 7.

## Líderes
A continuación se muestran los lideratos tanto individuales como colectivos de los diferentes departamentos de bateo y de pitcheo.

### Bateo
| Categoría           | Individual                                    | Marca | Colectivo                                           | Marca |
| ------------------- | --------------------------------------------- | ----- | --------------------------------------------------- | ----- |
| Porcentaje          | Michel Abreu (MTY)                            | .371  | Diablos Rojos del México                            | .307  |
| Carreras Producidas | Michel Abreu (MTY)                            | 106   | Diablos Rojos del México                            | 651   |
| Home Runs           | Carlos Rodríguez (AGS)                        | 32    | Diablos Rojos del México Rieleros de Aguascalientes | 148   |
| Carreras Anotadas   | Leonardo Heras (MEX)                          | 111   | Diablos Rojos del México                            | 698   |
| Hits                | Carlos Gastélum (TIG)                         | 158   | Diablos Rojos del México                            | 1,198 |
| Dobles              | Bárbaro Cañizares (OAX) Carlos Valencia (MEX) | 36    | Diablos Rojos del México                            | 230   |
| Triples             | Gilberto Mejía (CDC)                          | 9     | Delfines del Carmen                                 | 34    |
| Bases Robadas       | Freddy Guzmán (CDC)                           | 56    | Delfines del Carmen                                 | 167   |
| Slugging            | Michel Abreu (MTY)                            | .678  | Diablos Rojos del México                            | .495  |

### Pitcheo
| Categoría         | Individual                                  | Marca | Colectivo                                       | Marca |
| ----------------- | ------------------------------------------- | ----- | ----------------------------------------------- | ----- |
| Efectividad       | Miguel Ruiz (CAM)                           | 2.42  | Rojos del Águila de Veracruz                    | 3.69  |
| Juegos Ganados    | Humberto Montemayor (AGS) Tomás Solís (VER) | 14    | Tigres de Quintana Roo                          | 70    |
| Ponches           | Héctor Daniel Rodríguez (SAL)               | 135   | Diablos Rojos del México                        | 825   |
| Entradas Lanzadas | Ramón A. Ramírez (YUC)                      | 135.2 | Rojos del Águila de Veracruz                    | 990.2 |
| Juegos Completos  | Andrés Meza (PUE)                           | 3     | Pericos de Puebla                               | 5     |
| Blanqueadas       | Tomás Solís (VER)                           | 2     | Rojos del Águila de Veracruz                    | 12    |
| Juegos Salvados   | Jailén Peguero (VER)                        | 35    | Olmecas de Tabasco Rojos del Águila de Veracruz | 36    |
| WHIP              | Miguel Ruiz (CAM)                           | 1.07  | Tigres de Quintana Roo                          | 1.28  |

## Designaciones
| Designación         | Ganador                   | Equipo                       |
| ------------------- | ------------------------- | ---------------------------- |
| Jugador más valioso | Michel Abreu              | Sultanes de Monterrey        |
| Pitcher del año     | Tomás Solís               | Rojos del Águila de Veracruz |
| Relevista del año   | Jailén Peguero            | Rojos del Águila de Veracruz |
| Novato del año      | Adrián Garza              | Delfines del Carmen          |
| Retorno del año     | Humberto Montemayor       | Rieleros de Aguascalientes   |
| Mánager del año     | Enrique Reyes             | Rieleros de Aguascalientes   |
| Ejecutivo del año   | José Antonio Mansur Galán | Rojos del Águila de Veracruz |

## Acontecimientos relevantes
- 9 de mayo: Carlos Alberto "Chispa" Gastélum, segunda base de los Tigres de Quintana Roo, empató la marca de más juegos consecutivos conectando cuando menos un hit, la cual es de 36 (marca aún vigente). La marca la tenía en solitario el dominicano Luis de los Santos, quien en la campaña de 2000 ligó 36 juegos con al menos un imparable con la franela de los Saraperos de Saltillo.[40]
- 11 de julio: Walter Silva, de los Sultanes de Monterrey, lanza juego sin hit ni carrera de 9 entradas con marcador de 23-0 sobre los Rieleros de Aguascalientes.[41]